# Trybunał inkwizycji hiszpańskiej na Sardynii
Trybunał inkwizycji na Sardynii – trybunał inkwizycji hiszpańskiej działający na Sardynii. Utworzony został w 1493 i funkcjonował oficjalnie do 1720, a faktycznie do 1708. Jego siedziba początkowo mieściła się w Cagliari, ale w 1563 przeniesiono ją do Sassari.

## Historia
Sardynia w 1285 została podporządkowana inkwizytorom Toskanii, ale pod naciskiem władającego wyspą króla Aragonii Alfonsa IV w 1329 papież Jan XXII zniósł tę zależność. Z XIV i XV wieku zachowało się bardzo niewiele wzmianek o obecności inkwizytorów na Sardynii. Nominacje inkwizytorskie specjalnie dla Sardynii na pewno miały miejsce w 1382 i 1452, gdy inkwizytorami zostawali franciszkanie Raimondo de Castris i Giovanni Salmirana. Poza tym Sardynia bywała włączana do obszaru jurysdykcji inkwizytorów generalnych Aragonii (np. Bernard Ermengaudi w 1358) lub Sycylii (np. Filippo Barbieri w 1475), żaden jednak z nich, o ile wiadomo, nie rezydował na wyspie.
Po roku 1479 Sardynia, jako jeden z krajów korony aragońskiej, weszła w skład zjednoczonej monarchii hiszpańskiej (Kastylii i Aragonii). W 1492 Sardynia została objęta edyktem z Alhambry, na mocy którego król Ferdynand II i Izabela I nakazali wszystkim żydom zamieszkującym ich królestwa przyjęcie chrztu lub wygnanie. Na Sardynii istniała wówczas nieduża społeczność żydowska (ok. 2 tys. domostw), której większość prawdopodobnie przyjęła chrzest. Z uwagi na wątpliwości co do szczerości konwersji, już w następnym roku wyspę objęto jurysdykcją hiszpańskiej inkwizycji. 31 marca 1493 generalny inkwizytor Hiszpanii Tomas de Torquemada mianował Sancho Marina pierwszym inkwizytorem Sardynii. Sancho Marin, dotąd inkwizytor Majorki, przybył na wyspę na jesieni 1493 i zorganizował trybunał z siedzibą w Cagliari.
Działalność inkwizycji na Sardynii co najmniej do połowy XVI wieku jest mało znana z uwagi na niewielką ilość materiału źródłowego. Zachowała się jednak sporządzona podczas wizytacji w 1613/14 niekompletna lista osób skazanych w ciągu pierwszych kilkudziesięciu lat działalności, których stroje pokutne (sanbenitos) były wywieszone w miejscowych kościołach. Wymienia ona ponad sześćdziesiąt osób skazanych na śmierć do roku 1513 i prawie drugie tyle “pojednanych” z Kościołem i skazanych na lżejsze kary. Dobrze udokumentowane (dzięki korespondencji z Supremą) są też procesy o czary w latach 1526/27, gdy kilkanaście rzekomych czarownic spalono na stosie.
Po śmierci inkwizytora Andrea Sanny w 1555 nastał siedmioletni wakat na stanowisku inkwizytora, zakończony nominacją Diego Calvo w 1562. Nowy inkwizytor przeniósł siedzibę trybunału z Cagliari do Sassari. Kiedy jednak w 1565/66 wszczął kolejne procesy o czary, zakończone egzekucjami trzynastu osób, król Filip II Habsburg nakazał przeprowadzenie inspekcji. W rezultacie Calvo został odwołany z urzędu (1568), a część skazanych przez niego osób zrehabilitowano.
Od około 1570 do początku XVIII wieku działalność inkwizycji na Sardynii skoncentrowana była na ściganiu pomniejszych występków przeciwko wierze i moralności. Wbrew początkowym obawom władz, przypadki przenikania idei protestanckich na wyspę były sporadyczne. Odnotowano bardzo niewiele wyroków śmierci. Istotnym wydarzeniem była zlecona przez Supremę wizytacja w latach 1613/14; raport sporządzony przez wizytatora zawiera wiele cennych informacji o wczesnej historii trybunału.
Trybunał inkwizycyjny na Sardynii działał do roku 1708, gdy w trakcie wojny o sukcesję hiszpańską Hiszpania utraciła kontrolę nad wyspą, a miejscowy inkwizytor wyjechał do Hiszpanii. Wprawdzie po krótkotrwałym odbiciu Sardynii przez Hiszpanów 1718 mianowano dwóch nowych inkwizytorów, ale faktycznie nie podjęli oni działalności na wyspie. Formalne zniesienie inkwizycji nastąpiło na podstawie dekretu nowego króla Sardynii Wiktora Amadeusza II Sabaudzkiego z dnia 20 maja 1720, na podstawie którego dotychczasowe kompetencje inkwizycji przekazano w ręce sądów biskupich.

## Organizacja i obszar jurysdykcji
Jurysdykcja trybunału obejmowała królestwo Sardynii. W skład trybunału wchodziło dwóch inkwizytorów, oskarżyciel i kilku pomniejszych funkcjonariuszy. Na rzecz inkwizycji działało na wyspie kilkuset zauszników (familiares), czyli świeckich, nieopłacanych współpracowników inkwizycji, którzy dokonywali aresztował podejrzanych, zapewniali inkwizytorom ochronę, raportowali o nastrojach ludności i wykonywali pomniejsze zadania na rzecz inkwizycji.

## Archiwum i statystyki wyroków
Archiwum sardyńskiego trybunału inkwizycyjnego zaginęło po jego zniesieniu w XVIII wieku. Głównym źródłem do historii trybunału z konieczności są zatem dokumenty znajdujące w archiwum Supremy w Narodowym Archiwum Historycznym w Madrycie (ANH). Najcenniejszą kolekcją są tzw. relaciones de causas, czyli coroczne sprawozdania ze spraw zakończonych, przesyłane przez lokalne trybunały między połową XVI a końcem XVII wieku. W przypadku Sardynii zachowały się jedynie nieliczne raporty z okresu 1572-1688. Zachowała się ponadto relacja z inspekcji trybunału prowadzonej na polecenie Supremy w 1613/14. Wiadomo, że w początkowym okresie inkwizycja zajmowała się przede wszystkim tzw. judaizantami, czyli chrześcijanami pochodzenia żydowskiego, podejrzanych o powrót do judaizmu. W XVI wieku znaczącą część procesów stanowiły procesy o czary, w latach 1526/27 i 1566 doszło do egzekucji domniemanych czarownic.
Według relaciones de causas, czyli sprawozdań przesyłanych do Supremy, w latach 1572 - 1688 na Sardynii odbyło 767 procesów, z czego 8 osób zostało skazanych na śmierć i straconych, a 2 inne skazano zaocznie.

### Kategorie spraw trybunału na Sardynii w latach 1572-1688 (według zachowanychrelaciones de causas)
| Kategoria występków (według kwalifikacji inkwizycji) | Liczba oskarżonych |
| ---------------------------------------------------- | ------------------ |
| Kryptojudaizm                                        | 3                  |
| Moryskowie                                           | 140                |
| Protestantyzm                                        | 9                  |
| Alumbrados                                           | 0                  |
| Heretyckie opinie (proposiciones)                    | 122                |
| Bigamia                                              | 85                 |
| Solicytacje                                          | 15                 |
| Opozycja wobec inkwizycji                            | 198                |
| Magia                                                | 163                |
| Pozostałe                                            | 32                 |
| Suma                                                 | 767                |
| Egzekucje in persona                                 | 8                  |
| Egzekucje in effigie                                 | 2                  |